# Чаудер
Чаудер (англ. Chowder) — американський анімаційний телесеріал, створений К. Х. Грінблатом для Cartoon Network. Прем'єра серіалу відбулася в США 2 листопада 2007 року. Серіал розповідає про молодого хлопця на ім'я Чаудер і його щоденні пригоди в якості учня шеф-кухаря Мунг Даала. Незважаючи на те, що Чаудер має добрі наміри, він часто опиняється в скрутному становищі через його постійний апетит і його розсіяну натуру. Чаудер тривав три сезони з 49 серіями. Під час показу він отримав переважно позитивні відгуки, а також одну премію Primetime Award, шість номінацій на премію Annie Award і дві додаткові номінації на премію Emmy. Фінал серіалу «Чаудер росте» вийшов в ефір 7 серпня 2010 року. 

## Список серій
| Сезон | Segments | Епізоди | Епізоди | Оригінальний показ | Оригінальний показ |
| Сезон | Segments | Епізоди | Епізоди | Перший показ       | Останній показ     |
| ----- | -------- | ------- | ------- | ------------------ | ------------------ |
| 1     | 38       | 20      | 20      | 2 листопада 2007   | 24 липня 2008      |
| 2     | 38       | 20      | 20      | 2 жовтня 2008      | 11 жовтня 2009     |
| 3     | 17       | 9       | 9       | 29 жовтня 2009     | 7 серпня 2010      |

## Культурний вплив
У 2019 році Lil Nas X оголосив, що зробить музичний кліп на ремікс своєї пісні "Panini" і назвав її на честь однойменного персонажа Чаудера, а пізніше зробив музичний кліп на ремікс своєї пісні за участю персонажів з Чаудера. Хоча Грінблат не брав участі у створенні музичного відео, він похвалив відео у своєму блозі Tumblr.